# دیزبین(اهر)
دیزبین یکی از روستاهای شهرستان اهر در استان آذربایجان شرقی است . این روستا در چهار کیلومتری و در  جنوب  اهر واقع شده است .این روستا ۱۰۲ نفر جمعیت دارد.
نام قدیمی روستای دیزبین ، دژبین بوده که به مرور زمان به دیزبین تغییر کرده است ، برای اینکه اطراف روستا دیوار کشی (حصار خشتی) بوده به مانند قلعه بوده است.
که از این رو دژبین می گفتند. قسمتی از این حصار خشتی تا زلزله سال 1391 (اهر، هریس، ورزقان) وجود داشت که در اثر زلزله از بین رفت.
از محصولات کشاورزی و باغی روستای سرسبز دیزبین می توان به سیب قرمز، آلبالو، ذرت و... اشاره کرد. و همچنین اریشته (رشته پلویی) دیزبین نیز معروف خاص و عام است و از سراسر ایران مشتری دارد. دیزبین همچنین از لحاظ قدمت جزو روستاهای قدیمی است و قدمت زیادی دارد.